# Ситроен 2CV
Ситроен 2CV е френски автомобил, произвеждан от Ситроен, и е един от символите на марката.

## История
Автомобилът е наследник и е създаден върху идеята за автомобила TPV (Toute Petite Voiture – „Много малък автомобил“) от 30-те години на 20. век. Машината е един от първите градски автомобили във Франция. Името 2CV означава Deux Chevaux Vapeur – „две конски сили“, като това е данъчният клас, а не мощността на двигателя. Производството му започва през 1948 година и през 1953 година, за да притежаваш този автомобил, трябва да изчакаш минимум две години поради големия брой поръчки. Първоначално цената му е варирала около 977 щатски долара, за Ситроен 2CV с мощност от 50 конски сили. В европейските страни прякорът на модела е „патето“. Дизайнер на автомобила е Андре Льофевр.

## Техническа характеристика
- двуцилиндров двигател
- предно задвижване
- четиристепенна скоростна кутия
- дискови спирачки

## Модели
- Ситроен 2CV фургон

## Производство
Автомобилът е сглобяван освен във Франция и в Аржентина, Великобритания, Белгия, Югославия, Уругвай, Португалия и Испания.
Произведени са общо 8 756 688 Ситроен 2CV.

## Спорт
- Ситроен 2CV – 24 часа – автомобилното състезание се провежда във Великобритания

## Филмография
Ситроен 2CV участва в различни филми, заснети във Франция и други страни.
- Американски графити – 1973, САЩ
- Шпионски игри